# Brughiera del Vigano
Brughiera del Vigano este o arie protejată (arie specială de conservare — SAC, sit de importanță comunitară — SCI) din Italia întinsă pe o suprafață de 510 ha, integral pe uscat.

## Localizare
Centrul sitului Brughiera del Vigano este situat la coordonatele 45°41′13″N 8°40′48″E / 45.687°N 8.68°E.

## Înființare
Situl Brughiera del Vigano a fost declarat sit de importanță comunitară în iunie 1995 pentru a proteja 16 specii de animale. Situl a fost protejat și ca arie specială de conservare în iulie 2016.

## Biodiversitate
Situată în ecoregiunea continentală, aria protejată conține 3 habitate naturale: Cursuri de apă de la nivel de câmpie la nivel montan, cu vegetație Ranunculion fluitantis și Callitricho-Batrachion, Păduri acidofile de stejar bătrân cu Quercus robur pe câmpii nisipoase, Pajiști uscate europene.
La baza desemnării sitului se află mai multe specii protejate:
- păsări (13): pescăruș albastru (Alcedo atthis), șorecarul comun (Buteo buteo), caprimulg (Caprimulgus europaeus), pițigoi albastru (Cyanistes caeruleus), ciocănitoare neagră (Dryocopus martius), sfrâncioc roșiatic (Lanius collurio), gaia neagră (Milvus migrans), pițigoi mare (Parus major), pițigoi de brădet (Periparus ater), viespar (Pernis apivorus), ciocănitoarea verde (Picus viridis), huhurez mic (Strix aluco), pănțărușul (Troglodytes troglodytes)
- mamifere (1): liliac cărămiziu (Myotis emarginatus)
- nevertebrate (2): croitorul mare al stejarului (Cerambyx cerdo), rădașcă (Lucanus cervus)

Pe lângă speciile protejate, pe teritoriul sitului au mai fost identificate 11 specii de plante, 2 specii de amfibieni, 10 specii de mamifere, 5 specii de reptile.